# Synagoga Lubelska w Łańcucie
Synagoga Lubelska w Łańcucie, zwana Salą Lubelską – synagoga znajdująca się w Łańcucie, w budynku głównej synagogi przy placu Jana III Sobieskiego 16.
Synagoga została zbudowana w 1761 roku wraz z całym budynkiem głównej synagogi. Mieściła się w małym pomieszczeniu znajdującym się w południowo-zachodniej części budynku. Służyła jako modlitewnia do codziennych nabożeństw oraz posiedzeń kahału i sądu rabinackiego.
Została nazwana na cześć cadyka Jakuba Izaaka Horowica, który w 1831 roku podczas podróży z Ropczyc do Lublina zatrzymał się w Łańcucie i modlił się w tej sali. W niej modlił się również Elimelech z Leżajska.
Podczas II wojny światowej została częściowo zniszczona przez pożar. W latach 60. XX wieku oraz latach 1983–1990 jej wnętrze zostało odnowione. Obecnie znajduje się w niej wystawa judaików.
Na sklepieniach sali zachowały się wizerunki biblijnych zwierząt: lwa, jelenia, tygrysa i orła – symboli cnót, dłonie w geście błogosławieństwa oraz inskrypcje hebrajskie.